# AGP Inline Memory Module

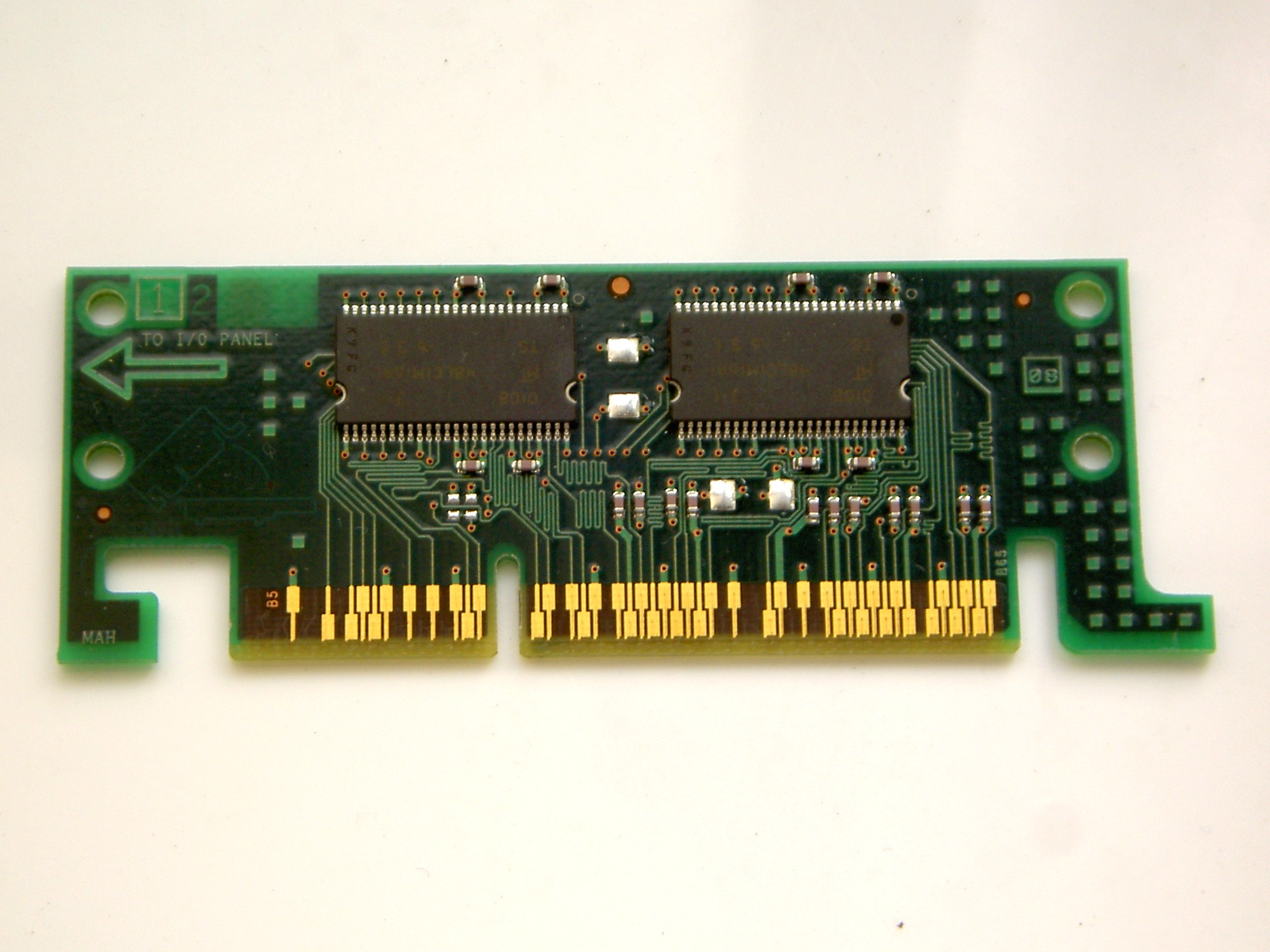
Модуль AIMM

AGP Inline Memory Module (AIMM) також відомий як Graphics Performance Accelerator (GPA) - це модуль розширення який вставляється до слоту AGP материнських плат ПК на базі чипсетів Intel 815 з вбудованою графікою, таких як ASUS CUSL-2 з слотом AGP Pro та Abit SH6 з слотом AGP Universal. 
Стандартні модулі для слоту AGP Universal мають 66-контактні 32- або 16-бітові модулі SDRAM, призначені для розширення пам'яті графічних адаптерів, вбудованих в системну плату. Наприклад, такий слот вбудований в плату системного блоку Dell OptiPlex GX150 з процесором Intel Pentium III 1.0 GHz.

## Джерело
1. ↑  Архівована копія. Архів оригіналу за 15 вересня 2017. Процитовано 15 вересня 2017.{{cite web}}:  Обслуговування CS1: Сторінки з текстом «archived copy» як значення параметру title (посилання)